# پادشاهی‌های هفتگانه انگلستان

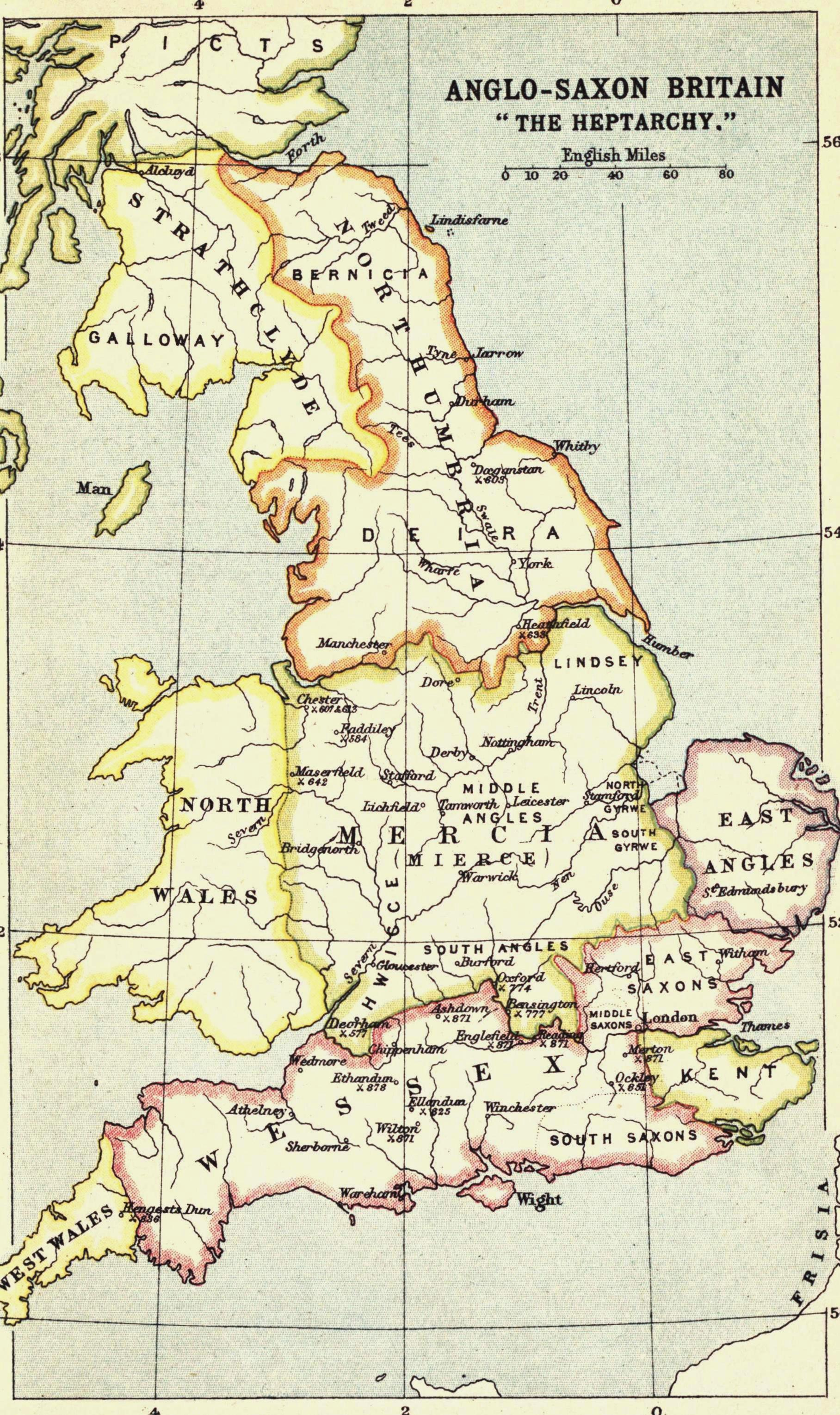
این نقشه نام مردم اسکس و ساسکس را که در پادشاهی وسکس قرار گرفتند، (که بعداً پادشاهی کنت را در بر گرفت و به سلسله ارشد تبدیل شد) و پادشاهی‌های دورتر را نشان می‌دهد. از اطلس ادبی و تاریخی اروپا (۱۹۱۴) بارتولمی

پادشاهی‌های اصلی آنگلوساکسون به رنگ قرمز مشخص شده‌اند

پادشاهی‌های هفتگانه انگلستان (ἑπταρχία) نامی برای هفت پادشاهی آنگلوساکسون بریتانیا در قرن پنجم تا قرن هشتم میلادی و نهایتاً به تبدیل این هفت پادشاهی به چهار پادشاهی مرسیا، نورثامبریا، وسکس و آنگلیای شرقی گفته می‌شود.
اصطلاح «هپتارکی» (از یونانی ἑπταρχία، «هپتارکیا»؛ از ἑπτά، «هپتا»: «هفت»؛ ἀρχή، «arche»: «حکومت، حکومت» و پسوند -ία، «-ia») به این دوره اشاره دارد. این سنت که هفت پادشاهی آنگلوساکسون وجود دارد، معمولاً اشاره به این هفت پادشاهی دارد: آنگلیای شرقی، اسکس، کنت، مرسیا، نورثومبریا، ساسکس و وسکس. واژه هپتارکی به قرن شانزدهم باز می گردد اما اشاره به پادشاهی‌های هفت‌گانه اولین بار توسط هنری هانتینگدون در (قرن دوازدهم) به‌کار رفته‌است.

## نگارخانه

پادشاهی آنگلیای شرقی
پادشاهی اسکس
پادشاهی کنت
پادشاهی مرسیا
پادشاهی نورثامبریا
پادشاهی ساسکس
پادشاهی وسکس